# Rostkronad taggstjärt
Rostkronad taggstjärt (Synallaxis ruficapilla) är en fågel i familjen ugnfåglar inom ordningen tättingar.

## Utbredning och systematik
Arten förekommer från östra Paraguay till sydöstra Brasilien och nordöstra Argentina (Misiones). Den behandlas som monotypisk, det vill säga att den inte delas in i några underarter.

## Status
IUCN kategoriserar arten som livskraftig.